# Hiroike Hisashi
Hisashi Hiroike (sinh ngày 5 tháng 10 năm 1978) là một cầu thủ bóng đá người Nhật Bản.

## Sự nghiệp câu lạc bộ
Hisashi Hiroike đã từng chơi cho Sanfrecce Hiroshima.